# Hércules CF
A Hércules CF, vagy egyszerűen csak Hércules spanyol labdarúgócsapat székhelye Alicante városában van. A klub 30 ezer néző befogadására alkalmas stadionja a korábbi elnök, José Rico Pérez után kapta a nevét.
A csapat az első osztályban először az 1935-36-os szezonban szerepelt  és ekkor a hatodik helyen végzett. Később a Hércules még tizennyolc alkalommal szerepelhetett az élvonalban. Legjobb eredménye egy ötödik hely volt, és ez egyben a klub legsikeresebb időszakának kezdete volt. Ettől a szezontól kezdve 1986-ig, két szezon kivételével a csapat folyamatosan az első osztály tagja volt.
A spanyol labdarúgókupában a Hércules legjobb eredménye az elődöntőbe jutás volt, amelyet 1936-ban sikerült elérnie. Ezenkívül többször szerepelhetett a negyeddöntőben is.
A 2010–2011-es spanyol labdarúgó-bajnokság első osztályában szerepelt, ahová tizennégy év után jutott fel. (A 2009–2010-es spanyol labdarúgó-bajnokságban a másodosztályban  a második helyet szerezte meg úgy, hogy sokáig a tabella élén is állt.)
A 2010–2011-es évadban a 19. helyen végzett, így kiesett az első osztályból.  A 2011–2012-es bajnokságban ismét a másodosztályban szerepelt.

## Története

### A kezdetek
Az első Hércules, Hércules! biztatás a Paseo de Gomis-ban hangzott el és egy csoport gyerekhez köthető, akik ruhadarabokkal és könyvekkel kijelölt „kapukat” használtak játék közben. Vicente Pastor Alfonsea volt ennek a gyerekcsapatnak az alapítója, amelyet a mitológiai félistenről nevezett el. A csapat bekerült az alicantei sajtóba is, mivel 1918-ban a helyi gyermekek részére kiírt tornán megszerezte a bajnoki címet. Ebben az időben több említésre méltó csapat is létezett Alicante városában, többek között a Lucentum y Bellas Artes, amely nagyban hasonlított a Hércules együtteséhez. 1922-ben a Lucentum beolvadt a Hércules-be és a csapatot Alberto Misó elnökkel bejegyezték a levantei régióban. A Hércules egyre növekedett és 1932-ben felavatták a Bardín Stadiont.

### Először a spanyol élvonalban
A Hércules első komoly sikerét a spanyol labdarúgó-bajnokság első osztályába való feljutás jelentette az 1934–1935-ös szezonban. Az első évad meglehetősen sikeresen zárult és a csapat a hatodik helyen zárta a bajnokságot. A következő három szezon a spanyol polgárháború következtében elmaradt. A polgárháború megviselte a csapatokat. Maciá és Blázquez az összecsapásokat követően koncentrációs táborból szabadultak, míg Mendizábal pilótaként vesztette életét. Manuel Suárez Begoña edző holttestére pedig Aguas de Busot településen találtak rá, egy vizesárokban. A bajnokság újrakezdése után, az 1939–1940-es szezonban, a Hércules ismét a hatodik helyen végzett. A rákövetkező idényben a csapat teljesítménye visszaesett és a kilencedik helyen zárta a bajnokságot. Az 1941–1942-es szezonban azonban a Hércules nem tudta megismételni az előző évek stabil teljesítményét és a 13. helyen végezve kiesett az élvonalból. A klub szeretett volna ismét a legjobbak között szerepelni, de nem rendelkezett a szükséges anyagi háttérrel, hogy ezt megvalósítsa. Ugyan az 1944–1945-ös idényben ismét sikerült kiharcolnia a feljutást, de ezt rögtön kiesés követte.

### Az 1950-es évek
Kilenc évet kellett várni, amíg a klub (az 1953–1954-es szezonban) egy emlékezetes CA Osasuna elleni párharc után ismét feljutott az élvonalba. Ebben nagy szerepet játszott a veterán Pina, Ernesto, Calsita és a három fiatal, Real Madridtól érkező labdarúgó (Durán, Roth és Marsal). A csapat edzői posztját ekkor Amadeo Sánchez töltötte be, az elnöki poszton pedig az első alicantei olimpikon, Juanito Pastor szerepelt. Az élvonalba való visszajutás hatására a csapat búcsút mondott Bardín Stadionnak és az új szezont a La Viña Stadionban kezdte meg. Alfonso Guixot visszatért az elnöki posztra, de rövidesen szívinfarktust kapott a csapat pedig szenvedett és a rajongók nagy csalódására rövidesen ismét a másodosztályban találta magát.

### Az 1960-as évek
A csapat az 1955–1956-os szezonban esett ki a spanyol első osztályból és csak 10 évvel később jutott vissza. Az 1958–59-es idényben pedig egy szezon erejéig a másodosztálytól is búcsúzni kényszerült. Közben az egyesület anyagi helyzete is megrendült. 1959. október 16-án lefoglalták a klub trófeáit egy 25 ezer pesetás adósság fejében, amelyet az exmenedzser Joaquín Ponce követelt a Hércules CF-től. A trófeák Agatángelo Soler, Alicante akkori polgármesterének közreműködésével kerültek vissza a klubhoz. A csapat az 1965–1966-os idényben jutott vissza a legjobbak közé Luis Belló edző vezetésével. Ferrer Stengre elnök a klub jövőjét tervezve megvásárolta azt a területet, amelyen hamarosan felépült a Rico Pérez Stadion. Stengre teljesen egyedül maradt a feladatokra és rossz tanácsokkal látták el. A csapat teljesítménye végül olyannyira visszaesett, hogy előbb az első, majd a másodosztályból is kiesett. Jelentős változás Tomás Tarruella érkezésével állt be.

### Tarruella és Rico Pérez
Döntő jelentőségűnek bizonyult a klub életében az új elnök, Hércules de Tomás Tarruella Alonso érkezése. Tarruella sikeresen felhasználta a szurkolókat a klub felemelkedéséhez. Fesztiválok szervezésével, tombolahúzásokkal, bikafuttatásokkal felrázta a szurkolótábort, amely kitartott a harmadosztályban szereplő csapat mellett. Először nem sikerült az élvonalba való visszatérés, mivel a CA Osasuna elleni osztályozó mérkőzést elbukta a csapat és ezzel lezárult egy fejezet a klub történetében. Tarruellát Miguel Luis Vidal Masanet, majd José Rico Pérez követte az elnöki székben. A Hércules helyzete javulni kezdett és kifizették a jelzálogot, amely a La Viña Stadiont terhelte. A La Viña eladása után a klub vezetése új stadiont terveztetett. A magyar Kalmár János edző érkezése stabilizálta a csapat helyzetét, majd egy évvel később az őt követő Arsenio Iglesias segítségével, az El Sadar Stadionban elért győzelemmel sikerült kiharcolni az oly régóta várt visszajutást a spanyol élvonalba. Az elkövetkező időszak pedig elhozta a klub történetének legsikeresebb szakaszát.

### Siker és bukás
Az 1970-es évek mondhatóak a legsikeresebbnek a Hércules CF életében, mivel a csapat az 1974-es feljutást követően nyolc szezont töltött megszakítás nélkül az élvonalban. Az első, 1974–1975-ös idényben a Hércules rendkívül meggyőző teljesítményt nyújtott és csak némi balszerencsével végzett az ötödik helyen. Csupán két pont választotta el a második helyezett Real Zaragoza együttesétől, az FC Barcelona egy ponttal, a Real Sociedad pedig csak jobb gólkülönbségének köszönhetően előzte meg a csapatot. Barrios a Hércules CF színeiben 13 találatot szerzett, amellyel a hetedik helyet szerezte meg a góllövőlistán. A következő szezonban ismét jól szerepelt a csapat és a hatodik helyen végzett. Ezt azonban egy jelentős visszaesés követte és a klub a következő idényekben a 12. és a 15. helyek között végzett. Az 1981–1982-es szezonban elért 17. hely azonban már nem volt elég az élvonalban maradáshoz és a csapat kiesett a másodosztályba.
A klub gyengélkedéséhez számos tényező hozzájárult. A túlzott kiadások, az elnökség válsága, illetve a szakmai munka háttérbe szorulása mind negatív hatással voltak a játékosok szereplésére. A Hércules az 1980-as évek közepén ismét feljutott az élvonalba. Az 1984–1985-ös idényben a Real Madrid CF elleni bravúros, idegenben elért 1-0 arányú győzelemmel pedig a csapat bennmaradt első osztályban. A következő szezonban azonban nem sikerült elkerülni a kiesést. Komoly csapást jelentett a klub számára Mario Kempes és Carlos Jurado edző távozása is.
A kieséssel egy új korszak vette kezdetét. A lemondások, az adósság növekedése és az edzők váltakozása jelentősen hozzájárult ahhoz, hogy a csapat mélyrepülésbe kezdjen és még a másodosztályból is kiessen. A Hércules helyzete ekkor szinte reménytelennek tűnt és öt szezont kellett eltöltenie a harmadosztályban. Aniceto Benito elnökké választása azonban komolyabb változásokat hozott. Benito megtervezte az egyesület jövőjét és négy év alatt megvalósította a célkitűzéseit. A részvénytársasággá alakuló klub adóssága visszafizetésre került és a csapat előbb feljutott a másodosztályba, majd az 1996–1997-es szezonban ismét az élvonal tagja volt.

### Újrakezdések
Az élvonalba való feljutás nagy siker volt és hosszú évek kemény munkája előzte meg. Ezzel azonban fontosságban egyenértékű volt az egyesület stabil gazdasági helyzete és az adminisztratív tanács vezetőinek tervszerű munkája a klub jövőjét illetően. Emellett hasonlóan jelentős volt az a szenvedély és szeretet, amellyel a rajongók segítették a csapat munkáját. Ez volt az a három pillér, amelyre a csapat munkája támaszkodott a stabil első osztályú szereplés érdekében. A klub újabb felemelkedése 1993-ban kezdődött, amikor sikerült feljutnia a másodosztályba. A türelmes munka meghozta a gyümölcsét és a csapat az 1995–1996-os szezonban kivívta az első osztályban való szereplés jogát. A történelem azonban megismételte önmagát. A Hércules nem volt elég erős az élvonalban maradáshoz és már az első idény után kiesett. Ennek ellenére két elismerésre méltó győzelmet aratott a csapat az FC Barcelona ellen és ezzel jelentősen hozzájárult a Real Madrid CF bajnoki címének megszerzéséhez. Az 1998–1999-es szezont követően ismét a harmadosztályig zuhant a csapat, ahonnan hat év után, 2005-ben jutott vissza a másodosztályba. A 2008–2009-es szezonban a Hércules ismét közel került a sikerhez. Rendkívüli balszerencséjének köszönhetően azonban a csapat a másodosztály negyedik helyét szerezte, három pontnyira a feljutást jelentő harmadik helytől.

## Trofeo Ciudad de Alicante
1971-ben a csapat létrehozott egy barátságos labdarúgókupát, amelynek Trofeo Costa Blanca lett a neve, és amelyen a Hércules mellett meghívásos alapon szerepeltek további csapatok. 2002-ben a neve megváltozott Trofeo Ciudad de Alicantéra. A legsikeresebb csapat a Real Madrid, amely tízszer nyerte meg a kupát. A Hércules kilenc elsőséggel büszkélkedhet. Egy alkalommal, 1982-ben magyar csapat, a Vasas is elhódította a serleget.

## Tartalékcsapata
A klub első tartalékcsapata az Alicante CF volt, 1961-től 1969-ig. A második csapat később különböző neveken szerepelt, 1974 és 1981 között Hércules Atlético, majd később Hércules Promesas volt a csapat neve. A jelenlegi tartalékcsapat a Hércules CF B, amelyet 1996-ban alapítottak. Első szezonjában a megyei másodosztályban indult, jelenleg a Valenciai megyei bajnokság első osztályában játszik. Legnagyobb sikere a Tercera Divisiónba való feljutás, itt a 2003-04-es szezonban szerepelhetett.

## Stadionja

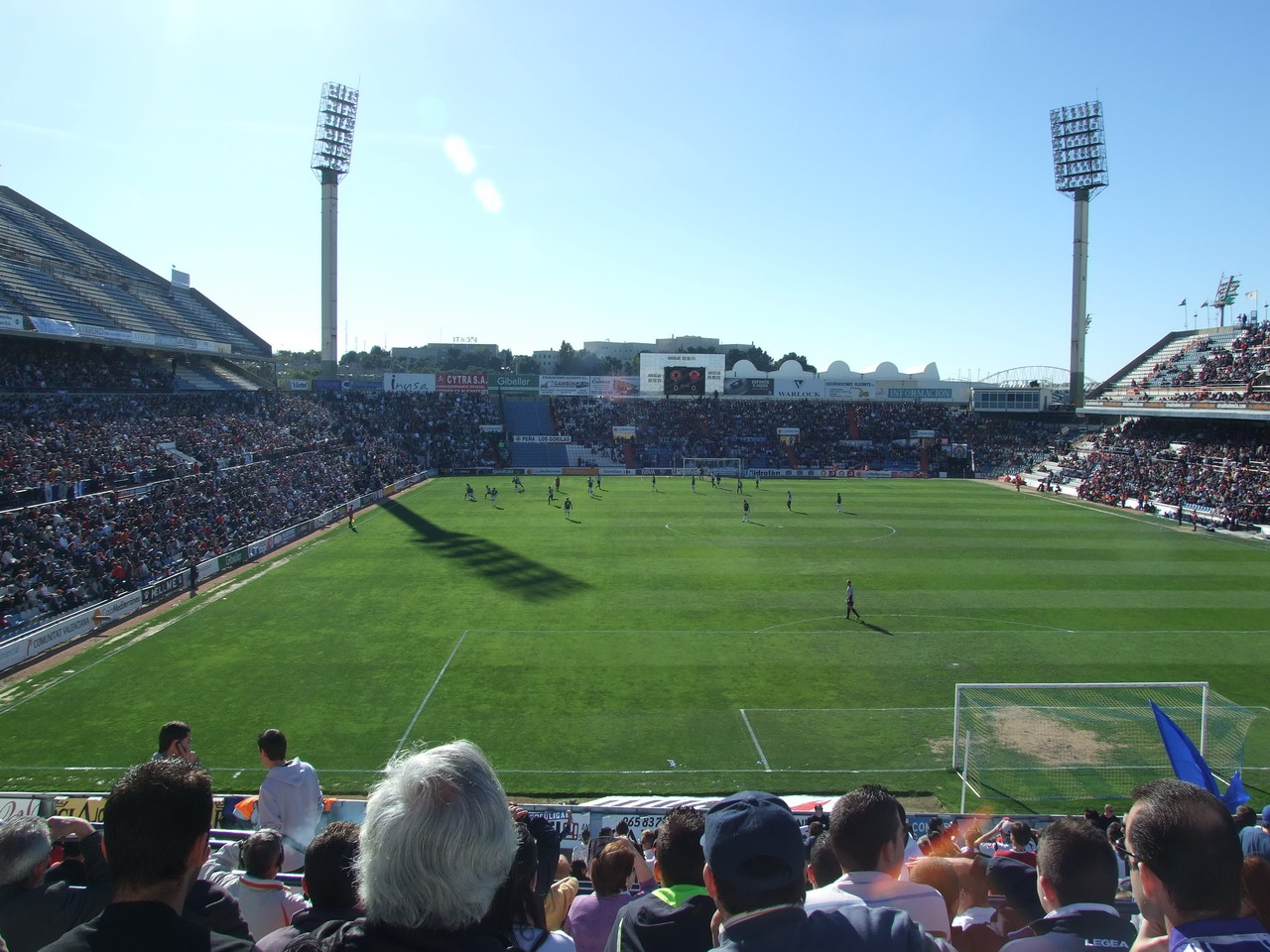
Az Estadio José Rico Pérez

A csapat stadionja a Rico Pérez Stadion, amelyet 1974-ben adták át. Nevét a klub korábbi elnökéről, José Rico Pérezről kapta. 2007 óta ismét a klub tulajdonát képezi. Előtte tizenhárom éven keresztül az önkormányzat birtokolta. Alicante város másik csapata, az Alicante CF is itt játssza mérkőzéseit.
A legnagyobb esemény, amelynek a stadion otthont adott, az 1982-es világbajnokság volt. Itt rendezték az Argentína-Salvador és az Argentína-Magyarország csoportmérkőzéseket. Emellett a bronzérem megszerzéséért folyó Lengyelország-Franciaország mérkőzést is itt játszották.
A José Rico Pérez előtt a Hércules a La Viña Stadionban játszotta mérkőzéseit.

## Jelenlegi keret
2010. augusztus 29. szerint.
| #  |     | Poszt | Név              |
| -- | --- | ----- | ---------------- |
| 1  | ESP | K     | Juan Calatayud   |
| 3  | ESP | V     | Juanra           |
| 4  | SEN | V     | Mohamed Sarr     |
| 5  | ESP | V     | Abraham Paz      |
| 6  | ESP | KP    | Cristian Hidalgo |
| 7  | ESP | KP    | Francisco Rufete |
| 8  | ESP | KP    | Javier Farinós   |
| 9  | ESP | CS    | Javier Portillo  |
| 10 | ESP | CS    | Tote             |
| 11 | ESP | KP    | Sendoa Aguirre   |
| 12 | ROM | V     | Cristian Pulhac  |
| 13 | ESP | K     | Unai Alba        |

| #  |     | Poszt | Név                    |
| -- | --- | ----- | ---------------------- |
| 14 | COL | KP    | Abel Aguilar           |
| 15 | ESP | V     | Kike Femenía           |
| 16 | ESP | V     | Paco Peña              |
| 17 | FRA | CS    | David Trezeguet        |
| 18 | ARG | KP    | Matías Fritzler        |
| 20 | PAR | CS    | Nelson Valdez          |
| 21 | ESP | V     | David Cortés Caballero |
| 22 | FRA | CS    | Oliver Thomert         |
| 23 | FRA | V     | Noé Pamarot            |
| 24 | ESP | KP    | Tiago Gomes            |
| 25 | NED | K     | Piet Velthuizen        |

## Ismertebb játékosok
| - Mario Kempes - Horacio Moyano - Dante Sanabria - Carmelo Giuliano - Mauricio Risso - Joaquín Irigoytia - Juan Sarrachini - Maximiliano Darino - Cristian Lupidio - Rolando Schiavi - Ariel López - Gabriel Amato - Pedro Morant - Geronimo Saccardi - Miguel Santoro - Alfonso Troisi - Pedro Verde - Raúl Castronovo - Luis Adorno - Zeljko Adzic - Peter Artner - Mehmed Janjoš - Waldo - Alejandro Morera - Rónald Gómez - Dubravko Pavličić | - Janko Janković - Miodrag Kustudic - Davor Radmanovic - Zvezdan Ljubobratovic - Josip Višnjić - Sandro Mendes - Alan Hudson - Jacinto Ela - Ludovic Butelle - Gaétan Huard - Joachin Yaw - Peter Lübeke - Jorge Roldán - Roberto Figueroa - Müller Sándor - Nagy Antal - Pétur Pétursson - Damiano Longhi - Aarón Galindo - Peter Rufai - Boudewijn de Geer - Blas Pérez - Eufemio Cabral - Humberto Núñez - Julio Irrazábal - Líder Mármol | - Flavio Maestri - José Velásquez - Juan Carlos Mariño - Jan Tomaszewski - Andrej Moh - Nenad Djukanovic - Predrag Stankovic - Ranko Golijanin - Milan Osterc - Luis Aragonés - Álvaro Cervera - Josep Fusté - Javier Sánchez Broto - Salvador García - David Castedo - Eduardo Rodríguez - Manolo Alfaro - Manolo Maciá - Nemanja Miljanović - Kossi Agassa - Gonzalo de los Santos - Jimmy Schmidt - Omar Rey - Pierino Lattuada - Ljubomir Vorkapić |

## A klub elnökei
| - Alberto Misó (1923/24) - Enrique Picó (1924/25) - José Olmos (1925/26) - Enrique Arlandiz (1926/27) - Enrique Picó (1927/29) - Eduardo Campos de España (1929/30) - José Antonio Larrinaga Gorostiza (1930/36) - Eladio Pérez del Castillo (1939/41) - Joaquín Quero Bravo (1941/42) - José Abal Gosálbez (1942/44) | - Renato Bardín Más (1944/45) - Miguel Alemany Selfa (1945/48) - José Geralt Rull (1948/49) - Heliodoro Madrona Julbe (1949/51) - Alfonso Guixot Guixot (1951/53) - Juan Pastor Catalán (1953/54) - Alfonso Guixot Guixot (1954/55) - Paulino Verdú Pérez (1955/57) - Luis Ghiloni Rosneoblet (1957/58) - Felipe Fuster Santamaría (1958/62) | - Francisco Muñoz Llorens (1962/64) - Joaquín Ferrer Strenge (1964/68) - Tomás Tarruella Alonso (1968/71) - Miguel Luis Vidal Masanet (1971) - José Rico Pérez (1971/85) - José Torregrosa Ronda (1985/87) - José Ramón Solano Rodríguez (1987/88) - Emilio Orgilés Pérez (1988/90) - Manuel Albarracín (1990/92) - Aniceto Benito Núñez (1992/97) | - Francisco Peris Pastor (1997/98) - Francisco Muñoz Llorens (1998/99) - Antonio Alberola (1999) - Luis Esteban Marcos (1999/00) - José Enrique Carratalá Ferrández - Enrique Ortiz Selfa - Valentín Botella Ros |

## Az eddigi edzők
| - Alejandro Finning (1930-31) - Walter Harris (1931-32; 1932-33) - Hertzka Lipót (1932-33; 1933-1934) - Manuel Suárez (1933-1934; 1934-1935; 1935-1936) - Luis Surruca (1939) - Francisco Gamborena (1939-1940) - José Quirante (1939-1940) - Manuel Olivares (1940-1941; 1941-1942) - Mauri Urgartemendia (1941-1942) - Manolo Maciá (1943-1944) - Francisco Pagaza (1944-1945; 1945-1946) - Luis Urquiri (1945-1946; 1946-1947; 1947-1948) - Gaspar Rubio (1948-1949; 1949-1950) - Antonio Bonet (1950-1951) - Mundo (1951-1952) - Gaspar Rubio (1952-53) - La Riva (1952-53) - Llopis (1952-53) - Pina (1952-53) - Amadeo Sánchez (1953-1954) - Patricio Caicedo (1954-1955; 1955-1956) - José Iraragorri (1955-1956) - Amadeo Sánchez (1956-1957) - Gallart (1957-1958) - Echezarreta (1958-1959) - Sierra (1958-1959) - Álvaro Pérez (1959-1960) - Satur Grech (1960-1961) - Diego Lozano (1961-1962) - Carlos Iturraspe (1961-1962; 1962-1963) - José Bermúdez (1962-1963; 1963-1964; 1964-65) - Pepe Millán (1964-65) - Luis Belló (1965-1966) | - Vicente Dauder (1966-1967) - Eduardo Toba (1966-1967; 1967-68) - Sergio Rodríguez (1967-68) - Antoni Ramallets (1967-68) - Álvaro Pérez (1968-1969) - Luis Ortega (1968-1969) - Manolet (1968-1969) - César Rodríguez (1969-1970; 1970-1971) - Miguel González (1970-1971) - Kocsis Sándor (1970-1971) - Ignacio Eizaguirre (1971-1972) - Loves (1971-1972) - Pepe Valera (1971-1972) - Kálmár Jenő (1972-1973) - Arsenio Iglesias (1973-1974; 1974-1975; 1975-1976; 1976-1977) - Felipe Mesones (1977-1978) - Benito Joanet (1977-1978; 1978-79; 1979-80) - Koldo Aguirre (1979-80; 1980-81; 1981-82) - Paquito García (1982-1983) - Humberto de la Cruz (1982-83) - Pachín (1982-1983; 1983-84) - Humberto de la Cruz (1983-84) - Carlos Jurado (1983-1984; 1984-85) - Humberto de la Cruz (1984-85) - Antonio Torres (1984-1985; 1985-86) - Manolo Villanova (1985-86) - Alberto Ormaetxea (1986-87) - García Traid (1986-87) - Pepe Rivera (1986-87; 1987-88) - Benito Joanet (1987-88) - Pepe Martínez (1988-1989) - Marcel Domingo (1988-1989) | - Moncho (1989-1990) - Juan Antonio Carcelén (1989-1990) - José Víctor (1990-1991) - Vicente Carlos Campillo (1991-1992) - Quique Hernández (1992-1993; 1993-1994) - Felipe Mesones (1994-1995) - Humberto de la Cruz (1995-1996) - Manolo Jiménez (1994-1995; 1995-1996) - Ivan Brzić (1996-1997) - Quique Hernández (1996-1997; 1997-1998) - David Vidal (1997-1998) - Sergio Egea (1998-1999) - Periko Alonso (1998-1999) - Manolo Jiménez (1998-1999; 1999-2000) - Teo Rastrojo & Vicente Russo (1999-2000) - Miquel Corominas (2000-2001) - Joaquín Carbonell (2000-2001) - Álvaro Pérez (2001-2002) - Felipe Miñambres & Ernesto Llobregat (2001-2002) - Felipe Miñambres (2002-2003) - Josip Višnjić (2002-2003) - José Carlos Granero (2003-2004; 2004-2005) - Javier Subirats (2004-2005) - Juan Carlos Mandiá (2004-2005; 2005-2006) - Paquito Escudero (2005-2006) - José Bordalás (2005-2006; 2006-2007) - Josu Uribe (2006-2007) - Paquito Escudero (2006-2007) - Andoni Goikoetxea (2007-2008) - Juan Carlos Mandiá (2008- |

## Statisztika

### Élvonalbeli bajnoki szereplések
| Idény   | Helyezés | Idény    | Helyezés | Idény   | Helyezés | Idény   | Helyezés |
| ------- | -------- | -------- | -------- | ------- | -------- | ------- | -------- |
| 1935–36 | 6. hely  | 1939–40* | 6. hely  | 1940–41 | 9. hely  | 1941–42 | 13. hely |
| 1945–46 | 14. hely | 1954–55  | 6. hely  | 1955–56 | 16. hely | 1966–67 | 15. hely |
| 1974–75 | 5. hely  | 1975–76  | 6. hely  | 1976–77 | 13. hely | 1977–78 | 15. hely |
| 1978–79 | 12. hely | 1979–80  | 15. hely | 1980–81 | 13. hely | 1981–82 | 17. hely |
| 1984–85 | 15. hely | 1985–86  | 17. hely | 1996–97 | 21. hely | 2010–11 |          |

*: 1936-tól 1939-ig a bajnokságot nem rendezték meg a spanyol polgárháború miatt.

### Másodosztálybeli bajnoki szereplések
| Idény   | Helyezés | Idény   | Helyezés | Idény   | Helyezés | Idény   | Helyezés |
| ------- | -------- | ------- | -------- | ------- | -------- | ------- | -------- |
| 1934–35 | 1. hely  | 1942–43 | 4. hely  | 1943–44 | 10. hely | 1944–45 | 2. hely  |
| 1946–47 | 4. hely  | 1947–48 | 6. hely  | 1948–49 | 4. hely  | 1949–50 | 10. hely |
| 1950–51 | 4. hely  | 1951–52 | 4. hely  | 1952–53 | 2. hely  | 1953–54 | 2. hely  |
| 1956–57 | 2. hely  | 1957–58 | 5. hely  | 1958–59 | 13. hely | 1960–61 | 3. hely  |
| 1961–62 | 7. hely  | 1962–63 | 8. hely  | 1963–64 | 2. hely  | 1964–65 | 4. hely  |
| 1965–66 | 1. hely  | 1967–68 | 15. hely | 1969–70 | 11. hely | 1971–72 | 14. hely |
| 1972–73 | 9. hely  | 1973–74 | 2. hely  | 1982–83 | 8. hely  | 1983–84 | 3. hely  |
| 1986–87 | 5. hely  | 1987–88 | 13. hely | 1993–94 | 7. hely  | 1994–95 | 9. hely  |
| 1995–96 | 1. hely  | 1997–98 | 11. hely | 1998–99 | 21. hely | 2005–06 | 17. hely |
| 2006–07 | 16. hely | 2007–08 | 16. hely | 2008–09 | 4. hely  | 2009–10 | 2. hely  |

- A félkövérrel jelzett szezonokban a csapat feljutott az első osztályba, a dőltekkel jelzett években pedig kiesett a másodosztályból.

### Harmadosztálybeli bajnoki szereplések
| Idény     | Helyezés  | Idény   | Helyezés | Idény   | Helyezés | Idény   | Helyezés |
| --------- | --------- | ------- | -------- | ------- | -------- | ------- | -------- |
| 1929–30   | 5. hely   | 1931–32 | 1. hely  | 1932–33 | 1. hely  | 1933–34 | 4. hely  |
| 1959–60   | 1. hely   | 1968–69 | 1. hely  | 1969–70 | 1. hely  | 1988–89 | 8. hely  |
| 1989–90   | 13. hely' | 1990–91 | 5. hely  | 1991–92 | 5. hely  | 1992–93 | 4. hely  |
| 1999–2000 | 4. hely   | 2000–01 | 11. hely | 2001–02 | 3. hely  | 2002–03 | 11. hely |
| 2003–04   | 9. hely   | 2004–05 | 2. hely  |         |          |         |          |

- A félkövérrel jelzett szezonokban a csapat feljutott a másodosztályba.
- Az 1977-78-as szezontól kezdődően a Segunda División B számít a harmadosztálynak, előtte a Tercera División volt az.

### A spanyol kupában
| Év   | Eredmény      | Év   | Eredmény     | Év   | Eredmény     | Év   | Eredmény     |
| ---- | ------------- | ---- | ------------ | ---- | ------------ | ---- | ------------ |
| 1935 | Negyedik kör  | 1936 | Elődöntő     | 1941 | Harmadik kör | 1942 | Első kör     |
| 1943 | Első kör      | 1944 | Első kör     | 1945 | Első kör     | 1946 | Első kör     |
| 1947 | Első kör      | 1948 | Ötödik kör   | 1949 | Ötödik kör   | 1950 | Második kör  |
| 1953 | Második kör   | 1955 | Negyeddöntő  | 1956 | Nyolcaddöntő | 1959 | Második kör  |
| 1961 | Második kör   | 1962 | Második kör  | 1963 | Második kör  | 1964 | Negyeddöntő  |
| 1965 | Első kör      | 1966 | Második kör  | 1967 | Nyolcaddöntő | 1968 | Második kör  |
| 1970 | Negyedik kör  | 1971 | Negyedik kör | 1972 | Ötödik kör   | 1973 | Ötödik kör   |
| 1974 | Negyedik kör  | 1975 | Ötödik kör   | 1976 | Nyolcaddöntő | 1977 | Negyeddöntő  |
| 1978 | Negyedik kör  | 1979 | Harmadik kör | 1980 | Negyedik kör | 1981 | Negyedik kör |
| 1982 | Negyedik kör  | 1983 | Negyedik kör | 1984 | Nyolcaddöntő | 1985 | Nyolcaddöntő |
| 1988 | 32-es főtábla | 1989 | Harmadik kör | 1992 | Harmadik kör | 1993 | Harmadik kör |
| 1994 | Negyedik kör  | 1995 | Második kör  | 1996 | Nyolcaddöntő | 1997 | Harmadik kör |
| 1998 | Második kör   | 1999 | Első kör     | 2000 | Első kör     | 2001 | Selejtező    |
| 2003 | Második kör   | 2006 | Első kör     | 2007 | Negyedik kör | 2008 | Negyedik kör |

### Nemzetközi szereplés
A Hércules története során eddig egyszer sem szerepelhetett nemzetközi kupákban, viszont kétszer, az 1974-75-ös és az 1975-76-os szezonban is mindössze egy hellyel maradt le az UEFA-kupa-indulásról. Előbbi idényben csak rosszabb gólkülönbsége miatt szorult a Real Sociedad mögé az ötödik helyre, míg a következő évben három pont lemaradással végzett a hatodik pozícióban.

## Sikerek

### Csapat
- La Liga
  - Ötödik (1): 1974-75
  - Hatodik (4): 1935-36, 1939-40, 1954-55, 1975-76
- Segunda División
  - Győztes (3): 1934-35, 1965-66, 1995-96
  - Második (6): 1944-45, 1952-53,[26] 1953-54, 1956-57,[26] 1963-64,[26] 1973-74
  - Harmadik (2): 1960-61,[26] 1983-84
- Copa del Rey
  - Elődöntő (1): 1936
  - Negyeddöntő (3): 1955, 1964, 1977
- Trofeo Ciudad de Alicante
  - Győztes (9): 1971, 1973, 1974, 1976, 1977, 1979, 1984, 1988
  - Döntős (14): 1972, 1982, 1983, 1985, 1986, 1987, 1989, 1990, 1991, 1992, 1993, 1994, 1996, 1998
- Copa San Pedro
  - Győztes (1): 1953
- Trofeo Carabela de Plata
  - Győztes (2): 1971, 2006
- Trofeo Ciudad de San Vicente
  - Győztes (2): 2008, 2009
- Levantei regionális bajnokság
  - Győztes (1): 1935-36
- Murciai regionális bajnokság
  - Győztes (1): 1932-33

### Egyéni elismerések
- Pichichi-trófea (másodosztály): Arana (1963-64)
- Pichichi-harmadik hely az első osztályban: 1939-40 (Vilanova),

## Induló
Alicante tiene tres cosas
que en España son muy famosas;
son sus playas son sus palmeras
y su equipo que es el mejor.
Todos juntos y en armonía
le animamos día tras día;
no hay equipo que se le iguale
es el Hércules campeón.
¡Ahí va! cuando juegan al ataque
todos temen su coraje.
¡Ahí va! no hay rival que le resista,
es el HÉRCULES  CAMPEÓN.

## Kapcsolódó irodalom
- Ramos Pérez, Vicente. El Hércules C.F. y el fútbol en Alicante. Alicante: Publicaciones de Ediciones Biblioteca Alicantina (1975). ISBN 978-84-400-9151-2

- Peralt Montagut, Fernando. Historia del Hércules C.F. (1922-1996). Valencia: Aragón Ediciones (1996). ISBN 978-84-921727-0-2

- Verdú Belda, Pascual; Mira Candel, Manuel; García Gómez, Javier. El libro de oro del Hércules: 74 años de historia. Alicante: Editorial y Medios Consultores, S.L. (1996). ISBN 978-84-921782-0-9

- Rodríguez Arenas, Marta. Libro oficial infantil del Hércules de Alicante: sueños de campeón. Torelló: Berguedà Gràfic, S.L. (2007). ISBN 978-84-612-0222-5

## Külső hivatkozások
- Hivatalos weboldal (spanyolul)
- Nem hivatalos weboldal
- Hércules CF fórum
- A női csapat weboldala
- Asociación Herculanos Archiválva 2009. április 1-i dátummal a Wayback Machine-ben
- Blog